# Maksimiljan
Maksimiljan je moško osebno ime.

## Izvor imena
Tako ime Maksimiljan kot tudi Maksimilijan izhajata iz latinskega imena Maximilianus. To razlagajo kot izpeljanko iz latinskega imena Maximus ali kot zloženko iz latinskih imen Maximus in Aemilianus. Ime Maxsimus povezujejo z latinsko besedo maximus v pomenu »največji, zelo velik«. Ime Aemilianus, slovensko Emilijan, pa je izpeljanka iz rimskega rodovnega imena Aemilius z domnevnim pomenom »posnemovalec; tekmec v ljubezni«.

## Različice imena
- moške različice imena: Maks, Makse, Maksel, Maksi, Maksim, Maksimilijan, Maksimir, Makso,
- ženske različice imena: Maksa, Maksima, Maksimilijana, Maksimiljana

## Tujejezikovne različice imena
- pri Nemcih: Maximilian, Max
- pri Angležih: Maximillian, Max
- pri Italijanih: Massimiliano, Massimo
- pri Špancih: Maximiliano
- pri Nizozemcih: Maximiliaan
- pri Poljakih: Maksymilian
- pri Rusih: Максимилиан (Maksimilijan)

## Pogostost imena
Po podatkih Statističnega urada Republike Slovenije je bilo na dan 31. decembra 2007 v Sloveniji število moških oseb z imenom Maksimiljan: 1165. Med vsemi moškimi imeni pa je ime Maksimiljan po pogostosti uporabe uvrščeno na 152. mesto.

## Osebni praznik
V koledarju je ime Maksimilijan zapisano 12. oktobra (sveti Maksimilijan, celjski škof in mučenec, † 12. oktober 284 (288 ali 305).

## Znani nosilci
- Maksimiljan Bavarski
- Maksimiljan I. Habsburški
- Maksimilijan I. Mehiški
- Maksimilijan Celjski

## Zanimivosti
- V Sloveniji so tri cerkve posvečene svetemu Maksimilijanu; prva v Celju (rimskokatoliška cerkev svetega Maksimilijana; postavljena leta 1662), je posvečena svetemu Masimilijanu Celjskemu, drugi dve pa sta posvečeni Maksimilijanu Kolbeju poljskemu minoritu, ki je bil usmrčen 14. avgusta 1941 v Auschwitzu.
- V češčini se maksl imenuje neka igra z igralnimi kartami.
- Nemški pogovorni frazeologem er ist ein feiner Max pomeni »dela se važnega, igra finega gospoda«
- Nemški izraz stammer Max pa ima dva pomena: prvi pomen je »močan atlet«, drugi pomen pa »na oko pečena jajca s šunko«
- Srbski pregovor Maksim u Zagreb, Maksim iz Zagreba pomeni »kakor je odšel tako se je tudi vrnil, ne da bi opravil posel«.